# Godas
Godas (m. 533) fue un noble godo que estuvo al servicio del reino vándalo. En 530 o 531 el nuevo rey vándalo Gelimer lo nombró gobernador (praeses) de la isla de Cerdeña, pero casi inmediatamente se sublevó proclamándose rey de la isla para lo que buscó el apoyo del emperador bizantino Justiniano. Su rebelión fue aplastada por un ejército vándalo enviado desde Cartago al mando de Tzazo, hermano de Gelimer, en julio de 533. Godas fue derrotado y murió durante la contienda.

## Biografía
Tras deponer al rey Hilderico en 530, Gelimer cambió a los jefes civiles y militares y a los gobernadores nombrados por aquel por otros fieles a su persona y declarados arrianos (Hilderico era «católico»). Como gobernador (praeses) con plenos poderes civiles y militares de la isla de Cerdeña, nombró a Godas, un esclavo (doulos) suyo, godo de nacimiento, y persona de su plena confianza, aunque no se sabe con seguridad que fuera arriano. Procopio de Cesarea relató que Godas había demostrado poseer «una predisposición innata al poder» y sobre todo a «tomar en serio los asuntos de su señor».

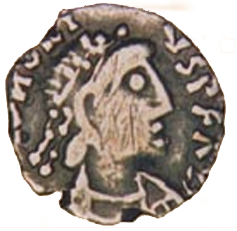
Moneda vándala encontrada en Cerdeña. Godas llegó a acuñar moneda con su efigie.

En cuanto fue nombrado Godas empezó a conspirar contra Gelimer con la intención de proclamarse rey de la isla de Cerdeña. Así lo explicó Procopio: «[Godas] no sabía hacer propia la prosperidad traída por fortuna, ni tenía el espíritu de soportarla, así que quiso establecer una tiranía: entonces se negó a continuar con el pago del tributo, separando la isla de los vándalos a todos los efectos y manteniéndola en su propio poder. Cuando se dio cuenta de que el emperador Justiniano estaba ansioso por hacer la guerra contra la Libia y Gelimer, le escribió de la siguiente manera». Esto es lo que según Procopio escribió Godas al emperador Justiniano:

No fue por haberme vuelto loco, ni por haber sufrido desagrados de parte de mi señor que volví mis pensamientos hacia la rebelión, sino habiendo visto la extrema crueldad del hombre, tanto hacia sus hermanos como sus súbditos, no puedo más servirle de buen grado, a menos de hacerme partícipe de su inhumanidad. Porque es mejor para servir a un rey justo que un tirano cuyas órdenes son ilegales. Pero te pido de unirte a mi para ayudarme en este esfuerzo y de enviarme soldados para que yo pueda ser capaz de protegerme de mis agresores.

Procopio escribió a continuación: 

...el emperador [Justiniano], al recibir esta carta, estuvo contento; entonces envió a Eulogio como enviado y escribió una carta alabando Godas por su sabiduría y su celo por la justicia, y prometió alianza y soldados, además de un general que sería capaz de proteger la isla junto a él y que le ayudara en todo lo demás, para que él no sufriera ningún hostigamiento por los vándalos. Eulogio, al llegar a Cerdeña, encontró que Godas había asumido el título y la vestimenta reales y que su persona era acompañada por guardaespaldas. Cuando Godas leyó la carta del emperador, dijo que, en efecto, era su deseo de que vinieran soldados a pelear con él, pero en cuanto a un comandante, no tenía absolutamente ningún deseo de recibirlo. Y habiendo escrito al emperador en este sentido, despidió a Eulogio. El emperador, por su parte, no obstante no hubiese aún recibido esta respuesta, ya había dispuesto cuatrocientos soldados, con Cirilo como comandante, para que fueran a asistir a Godas en la defensa de la isla.

El historiador italiano Alberto Trivero Rivera comenta: «Hay que tener en cuenta que la presencia de un destacamento bizantino en Cerdeña apoyando a un gobernador rebelde representaba un evidente casus belli, es decir, violaba las paces pactadas en 474 y 476».
Gelamir envió a Cerdeña a su hermano Tzazo al frente de cinco mil combatientes. «El notable esfuerzo de los vándalos para recuperar la isla tras la rebelión de Godas, a costa de debilitar la defensas de Cartago cuando Belisario se acercaba, demuestra hasta qué punto Cerdeña fuera estratégicamente importante. Ni su economía era marginal, ni lo era su propio sistema monetario (en Cerdeña había una ceca que acuñaba victorias vándalas imitativas de las de Trasamundo)», ha señlado Trivero Rivera. Tzazo cumplió con éxito su misión y la rebelión de Godas fue aplastada y él murió durante la contienda.